# Luke Cage (sezon 2)
Drugi sezon amerykańskiego serialu Luke Cage z 2018 roku na podstawie komiksów o postaci o tym samym imieniu wydawnictwa Marvel Comics opowiada dalszą historię Luke’a Cage’a, który w trakcie nieudanego eksperymentu zyskał nadzwyczajną siłę i niezniszczalną skórę. Dzięki kuloodpornej skórze staje się znany w Harlemie i odczuwa potrzebę ochrony swojej społeczności, co doprowadza do tego, że musi stawić czoło kolejnym wrogom.
Twórcą i showrunnerem serialu był Cheo Hodari Coker, a za produkcję odpowiadały ABC Studios i Marvel Television. Tytułową rolę zagrał Mike Colter, a obok niego w głównych rolach wystąpili: Simone Missick, Theo Rossi, Gabrielle Dennis, Mustafa Shakir i Alfre Woodard, ze specjalnym udziałem Jessiki Henwick, Finna Jonesa, Stephena Ridera, Rosario Dawson i Rega E. Catheya.
Drugi sezon Luke’a Cage’a jest częścią franczyzy Filmowego Uniwersum Marvela i stanowi dziewiąty rozdział Sagi Defenders. Drugi sezon, składający się z 13 odcinków, został udostępniony w całości 22 czerwca 2018 roku w serwisie Netflix. W październiku tego samego roku poinformowano o zakończeniu serialu na tym sezonie. Drugi sezon Luke’a Cage’a otrzymał pozytywne oceny od krytyków.

## Obsada

### Główna
- Mike Colter jako Luke Cage, były skazaniec z nadludzką siłą i niezniszczalną skórą, który walczy z przestępczością w Herlemie[3].
- Simone Missick jako Mercedes „Misty” Knight, detektyw nowojorskiej policji w Harlemie[3][4].
- Theo Rossi(inne języki) jako Hernan „Shades” Alvarez, bezlitosny i groźny gangster, który związał się i współpracuje ze Stokes-Dillard[5][4].
- Gabrielle Dennis(inne języki) jako Tilda Johnson, lekarka zajmująca się medycyną holistyczną, która okazuje się być córką Dillard[4].
- Mustafa Shakir(inne języki) jako John McIver / Bushmaster, przywódca jamajskiego gangu Stylers, który za pomocą magii ludowej ma zdolności niemal równe Cage’owi i obsesyjnie pragnie zemsty na rodzinie Stokesów[4].
- Alfre Woodard jako Mariah Stokes-Dillard, była radna i kuzynka Cornella Stokesa, która przejęła interesy po zmarłym kuzynie[4]. Toree Alexandre zagrała młodszą Mariah[6].
- Jessica Henwick[a] jako Colleen Wing, dziewczyna Randa, która jest ekspertką sztuk walki[7][8].
- Finn Jones[a] jako Danny Rand / Iron Fist, buddyjski mnich i miliarder, współwłaściciel Rand Enterprises, a także ekspert sztuk walki umiejący przywołać mistyczną moc Żelaznej Pięści[9][8].
- Stephen Rider(inne języki)[a] jako Blake Tower, prokurator okręgowy Nowego Jorku[10].
- Rosario Dawson[b] jako Claire Temple, była pielęgniarka, która związała się z Cage’em[4].
- Reg E. Cathey[c] jako James Lucas, ojciec Luke’a Cage’a i pastor[11].

### Drugoplanowa
- Ron Cephas Jones(inne języki) jako Bobby Fish, przyjaciel Popa i Cage’a, który świetnie gra w szachy[12].
- Dorian Missick jako Dontrell „Karaluch” Hamilton, drobny bandyta pracujący dla Raymonda „Piranii” Jonesa[13][14].
- Peter Jay Fernandez(inne języki) jako Tom Ridenhour, kapitan nowojorskiej policji[13][14].
- Jeremiah Richard Craft jako Dave Griffith, fan Cage’a, który wspiera go marketingowo[15][14].
- Thomas Q. Jones(inne języki) jako Darius „Komancz” Jones, były więzień z Seagate, który pracuje dla Shadesa[16].
- Sean Ringgold(inne języki) jako Sugar, pracownik Strokes-Dillard[15][14].
- Kevin Mambo(inne języki) jako Sheldon Shaw, przyjaciel Johna McIvera i członek gangu Stylersów[14].
- Chaz Lamar Shepherd jako Raymond „Pirania” Jones, ekspert finansowy Uptown Investments[8].
- Tarah Rodgers jako Stephanie „Billy” Miller, dziewczyna do towarzystwa wynajęta przez Strokes-Dillard, by szantażować Marka Higginsa[8].
- Sahr Ngaujah(inne języki) jako Paul „Anansi” Mackintosh, mąż Ingrid oraz wuj i mentor Johna McIvera[17][18].
- Danny Johnson(inne języki) jako Benjamin Donovan, adwokat reprezentujący Stokes-Dillard[18].
- Antonique Smith(inne języki) jako Nandi Tyler, była koleżanka szkolna Misty Knight i jej rywalka, która zajmuje jej stanowisko w nowojorskiej policji[19][8][18].
- Justin Swain(inne języki) jako Mark Bailey, oficer nowojorskiej policji[18].
- John Clarence Stewart(inne języki) jako Alex Wesley, asystent Strokes-Dillard[20][21].
- Heather Simms(inne języki) jako Ingrid Mackintosh, żona Anansiego i ciotka Johna McIvera[20][22].
- Karen Pittman(inne języki) jako Priscilla Ridley, zastępczyni komendanta nowojorskiej policji[23][24].

### Gościnna
- Otto Sanchez(inne języki) jako Arturo Rey „El Ray” III, handlarz narkotyków, który chce wykupić interesy Strokes-Dillard[14].
- Jeorge Watson jako Mark Higgins, prezes Atreus Plastics, który jest szantażowany przez Strokes-Dillard[14].
- Macc Plaise(inne języki) i Alex Allen jako Nigel Garrison, przywódca Yardies i rywal Strokes-Dillard[14][25].
- Carolyn Michelle Smith(inne języki) jako Wendy Dunnavant, przyjaciółka Strokes-Dillard[18].
- Michelle Beck(inne języki) jako Drea Powell, dziewczyna Dontrella „Karalucha” Hamiltona[18].
- Christopher King jako C.J. Powell, syn Drei i Dontrella „Karalucha” Hamiltona, który podziwia Luke’a Cage’a i stara się chronić matkę[18].
- Ian Lyons jako John Epps, łowca zatrudniony przez Nike[18].
- Hakim Callender jako Mortimer „Mr. Fish” Norris, kryminalista, który chce się zemścić na Misty Knight za uwięzienie swojego brata, Billa[20].
- Stefan Holdbrook jako Mouse, członek gangu Stylersów[20].
- Rey Lucas jako Thomas Ciancio, detektyw policji na Brooklynie, który zna się z Misty Knight[26].
- R.A. Guirand jako Gideon Shaw, stary znajomy Bushmastera, który przebywa w więzieniu[26].
- Los Jones jako Andre „Ray-Ray” Jackson, asystent Shadesa[26].
- Elden Henson jako Foggy Nelson, prawnik Hogarth, Chao & Benowitz, który reprezentuje Cage’a[27][28].
- Frank Whaley jako Rafael Scarfe, zmarły detektyw policji, który był partnerem Misty Knight[27][28].
- Andrew Pang(inne języki) jako Donnie Chang, detektyw nowojorskiej policji[29].
- Darius Kaleb(inne języki) jako Lonnie Wilson, młody chłopak z Harlemu i syn Patricii Wilson[29].
- Tijuana Ricks(inne języki) jako Thembi Wallace, reporterka[29].
- Jade Wu(inne języki) jako Connie Lin, współwłaścicielka restauracji Genghis Connie[29][30].
- Joniece Abbott-Pratt(inne języki) jako Esther „Etta” Lucas, matka Cage’a[31].
- Parisa Fitz-Henley(inne języki) jako Reva Connors, zmarła żona Cage’a, która pracowała jako terapeutka więzienna[31].
- LaTonya Borsay jako Janis Jones, matka Dariusa „Komancza”[32].
- Rob Morgan(inne języki) jako Turk Barrett, drobny handlarz bronią[33].
- Latanya Richardson Jackson(inne języki) jako „Mama” Mabel Stokes, babka Cornella Stokesa i Mariah Stokes-Dillard[25].
- Curtis Cook jako Peter „Pistol Pete” Stokes, szwagier Mabel Stokes, który molestował Stokes-Dillard jako dziecko[25].
- Jayden Brown jako Cornell Stokes, kuzyn Mariah Stokes-Dillard[6][25].
- Henry Yuk(inne języki) jako Hai-Qing Yang, przywódca gangu będącego głównym handlarzem heroiny w Nowym Jorku[25].
- Annabella Sciorra jako Rosalie Carbone, wpływowa w świecie przestępczym kobieta, która ma plany wobec Harlemu[34][35].
- Ninja N. Devoe(inne języki) jako Aisha Axton, mieszkanka Harlemu[35].
- Cassandra Freeman(inne języki) jako Patricia Wilson, prawniczka i matka Lonniego[35].
- Louie Gasparro jako Anibal Izqueda, portorykański gangster[35].
- Marcus Choi jako Eric Hong, przywódca koreańskiego gangu[35].
- Tim Moriarty jako Colin Dunbar, asystent prokuratura Stanów Zjednoczonych[35].
- Sedly Bloomfield jako Joel Spurlock, właściciel zakładu pogrzebowego w Harlemie[36].

Twórca wielu postaci Marvel Comics, Stan Lee, pojawia się na zdjęciu jako kapitan nowojorskiej policji, Irving Forbush w odcinku „Mnie nie okłamiesz”. Ponadto samych siebie gościnnie zagrali: D-Nice, Joi, Gary Clark Jr., Esperanza Spalding, Christone „Kingfish” Ingram, Ghostface Killah, Faith Evans, Stephen Marley, Jadakiss, KRS-One, Rakim, Donald Harrison i Mister Cee; kompozytorzy muzyki do serialu: Adrian Younge i Ali Shaheed Muhammad; pisarz Jelani Cobb oraz dziennikarze sportowi Michael Smith, Jemele Hill i Stephen A. Smith.

## Emisja
Drugi sezon serialu Luke Cage, składający się z 13 odcinków, zadebiutował w całości 22 czerwca 2018 roku w serwisie Netflix, w tym również w Polsce.
1 marca 2022 roku drugi sezon Luke’a Cage’a wraz z pozostałymi sezonami i serialami Marvel Television został usunięty z Netflixa na wszystkich rynkach. 16 marca został on udostępniony na Disney+ w Stanach Zjednoczonych, Kanadzie, Wielkiej Brytanii, Irlandii, Australii i Nowej Zelandii jako Saga Defenders, natomiast w Polsce pojawił się w tym serwisie 29 czerwca 2022 roku.

## Lista odcinków
| № | Nr | Tytuł                             | Tytuł polski             | Reżyseria                  | Scenariusz                            | Premiera (Netflix) | Premiera w Polsce (Netflix) |
| --- | -- | --------------------------------- | ------------------------ | -------------------------- | ------------------------------------- | ------------------ | --------------------------- |
| 14 | 1  | Soul Brother #1                   | Luke rządzi!             | Lucy Liu                   | Cheo Hodari Coker                     | 22 czerwca 2018    | 22 czerwca 2018             |
| Luke Cage, kuloodporny obrońca Harlemu, został gwiazdą. Dave Griffith próbuje zarobić dla niego trochę pieniędzy dzięki gadżetom i aplikacji pokazującej, gdzie przebywa Cage. Cage próbuje powstrzymać gang przed dystrybucją narkotyków pod jego nazwiskiem. Mercedes „Misty” Knight po walce w Midland Circle dochodzi do siebie po utracie ręki i nie planuje powrotu do pracy w policji. Jednak zmienia zdanie, gdy okazuje się, że 30 przestępców, których wcześniej wysłała do więzienia, została zwolniona ze względu na jej zmarłego skorumpowanego partnera Rafaela Scarfe. Jednym z nich jest Dontrell „Karaluch” Hamilton, który wraz z przemytnikiem narkotyków Arturo „El Rey” Gomezem III i przywódcą jamajskiego gangu Nigelem Garrisonem chce kupić przestępcze imperium Mariah Stokes-Dillard. Griffith pomaga Cage’owi zidentyfikować El Reya jako przywódcę kartelu narkotykowego o nazwie „Luke Cage” i przekazuje go przełożonemu Knight, Tomowi Ridenhourowi. W tym czasie Garrison zostaje zamordowany przez potrafiącego przeżyć trzał z broni palnej Johna „Bushmastera” McIvera, który przybył z Jamajki planując przejąć Harlem. W klubie Harlem’s Paradise występują: Joi z piosenkami „No Grey Matter (Not Because You Owe Me)”, „What If I Kissed You Right Now?” i „Love You Forever Right Now”; Donald Harrison z piosenką „Dat’s Jazz” oraz DJ D-Nice.                                                                           |    |                                   |                          |                            |                                       |                    |                             |
| 15 | 2  | Straighten It Out                 | Król Harlemu             | Steph Green                | Akela Cooper                          | 22 czerwca 2018    | 22 czerwca 2018             |
| Bushmaster odwiedza holistyczną lekarkę Tildę Johnson, by zdobyć roślinne składniki, których używa do leczenia ran i zwiększania siły. Johnson okazuje się być córką Stokes-Dillard. Później odwiedza ją także jej matka, która po latach rozłąki chce ponownie spotkać się z córką, by poprawić swój wizerunek. Stokes-Dillard załatwia zwolnienie El Reya za kaucją i wysyła swojego kochanka Hernana „Shadesa” Alvareza, by wraz z nim sfinalizował sprzedaż. Shades go zabija, kiedy El Rey odmawia i okazuje brak szacunku dla Stokes-Dillard. Knight nie jest wstanie prowadzić dochodzenia, więc kieruje Cage’a do Karalucha. Cage wierząc, że jest niezniszczalny, zostaje zraniony przez Karalucha z pistoletu o dużej mocy. Niepokoi to byłą pielęgniarkę Claire Temple, dziewczynę Cage’a, która czuje się bezsilna. Johnson zgadza się dać matce kolejną szansę. Cage później znajduje Karalucha bijącego swoją rodzinę w ich mieszkaniu i dotkliwie go bije. W klubie Harlem’s Paradise występują Gary Clark Jr. z piosenkami „If Trouble Was Money” i „Bright Lights” oraz DJ Mister Cee. |    |                                   |                          |                            |                                       |                    |                             |
| 16 | 3  | Wig Out                           | W słusznej sprawie       | Marc Jobst                 | Matt Owens                            | 22 czerwca 2018    | 22 czerwca 2018             |
| Knight pozwala Cage’owi opuścić mieszkanie Karalucha przed przybyciem rywalizującej z nią detektyw Nandi Tyler i Marka Baileya. Knight dostaje upomnienie, jednak Ridenhour nie może jej zawiesić ze względu na jej wysoki status w wydziale. Później Knight ćwiczy walkę jedną ręką i daje upust swojej frustracji podczas walki z Colleen Wing. Podczas gdy El Rey umiera, a Karaluch jest w szpitalu, Shades udaje się do Garrisona. Jednak zamiast niego trafia na Bushmastera, który chętnie zapłaci Strokes-Dillard. Później pojawia się Cage w poszukiwaniu Garrisona i musi walczyć z członkami gangu, którzy są uzbrojeni w nietypową broń. Bushmaster potajemnie filmuje sytuację, by wykorzystać ją do swojego treningu. Temple rozmawia z Cage’em o jego gniewie po spotkaniu z ojcem. Cage się unosi, a Temple prosi go, by wyszedł. Następnie Cage zostaje zaatakowany przez Bushmastera. W Studio Museum of Harlem występuje Esperanza Spalding z piosenką „I Know You Know”. |    |                                   |                          |                            |                                       |                    |                             |
| 17 | 4  | I Get Physical                    | Ten lepszy               | Salli Richardson-Whitfield | Matthew Lopes                         | 22 czerwca 2018    | 22 czerwca 2018             |
| Bushmaster pozbawia Cage’a przytomności, a film z ich walki rozprzestrzenia się po Internecie. Widząc film i rozpoznając Bushmastera, Johnson zaczyna badać składniki, które mu sprzedała. Cage po odzyskaniu przytomności postanawia dalej prowadzić śledztwo e sprawie gangu Jamajczyków i wraz z Knight wraca na miejsce swojej walki z członkami gangu. Odkrywają tam ciało Garrisona, a Knight rozmawia z właścicielem budynku, który dorastał z Bushmasterem. Wyjaśnia on, że Bushmaster zamierza naprawić krzywdy wyrządzone jego rodzicom. Dowody znajdujące się w budynku kierują Cage’a do Johnson, która podaje mu lekarstwa na wstrząśnienie mózgu. Bushmaster odwiedza Strokes-Dillard i wyjawia jej, że jego przodkowie robili kiedyś z nią interesy. Shades podąża za nim z powrotem do restauracji prowadzonej przez jego znajomych. W tym czasie przyjaciel Shadesa, Darius „Komancz” Jones, który kłóci się ze Strokes-Dillard, potajemnie zdaje raport Ridenhourowi. Bobby Fish, przyjaciel Cage’a, postanawia wyjechać, by zostać dawcą narządów dla swojej chorej córki. Cage dowiaduje się o postępowaniu sądowym przeciwko niemu. W klubie Harlem’s Paradise występuje Christone „Kingfish” Ingram z piosenkami „The Thrill Is Gone” i „I Put a Spell on You”. |    |                                   |                          |                            |                                       |                    |                             |
| 18 | 5  | All Souled Out                    | Liczy się dobre wrażenie | Kasi Lemmons               | Ian Stokes                            | 22 czerwca 2018    | 22 czerwca 2018             |
| Okazuje się, że Karaluch pozywa Cage’a za atak, a ten zgadza się zapłacić mu 100 000 dolarów zamiast ryzykować skierowanie sprawy do sądu. Broker Raymond „Pirania” Jones inwestuje pieniądze Strokes-Dillard, które zyskała na transakcji z Bushmasterem w firmę Marka Higginsa z branży tworzyw sztucznych, którego Strokes-Dillard szantażuje, by zgodził się na fuzję przedsiębiorstw. Higgins następnie znika, podczas gdy Strokes-Dillard wykorzystuje swoją nową „legalną” fortunę, by otworzyć ośrodek „Family First” w Harlemie. Wyjawia to wszystko Johnson mając nadzieję, że wspólnie poprowadzą ośrodek. Pirania urządza przyjęcie, by uczcić udane przedsięwzięcie i zatrudnia Cage’a. Cage ratuje Piranię przed porwaniem przez ludzi Bushmastera. Knight otrzymuje robotyczne ramię robota od Wing i jej chłopaka-miliardera Danny’ego Randa. Rozważa wrobienie Karalucha, jednak odnajduje jego zwłoki. Podczas otwarcia swojego centrum Strokes-Dillard odkrywa odcięte głowy Karalucha, Higginsa i pracującego dla Shadesa Andre „Ray-Ray” Jacksona. Na przyjęciu Fish Tank Investments występują Ghostface Killah i Adrian Younge z piosenką „The Sure Shot”. |    |                                   |                          |                            |                                       |                    |                             |
| 19 | 6  | The Basement                      | To, co ukryte            | Millicent Shelton          | Aida Mashaka Croal                    | 22 czerwca 2018    | 22 czerwca 2018             |
| Strokes-Dillard odmawia współpracy z policją pomimo znajomości z Ridenhourem. Knight przyznaje się Ridenhourowi, że chciała wrobić Karalucha. Cage i Pirania ukrywają się przed ludźmi Bushmastera. Cage nalega, by zabrać Piranię na policję, ale ten chce zapłacić Cage’owi jako „bohaterowi do wynajęcia”. Po rozmowie z Piranią na temat ojców, Cage postanawia zabrać go do kościoła Lucasa, by tam się schronił. Shades i Komancz bezskutecznie szukają Piranii i wspominają swój związek w więzieniu. Komancz uważa, że Shades powinien pozbyć się Strokes-Dillard i sam przejąć władzę nad przestępczością w Harlemie. Shades później rozmawia ze Strokes-Dillard, jednak ona zainteresowana jest odnalezieniem Piranii, który ma kontrolę nad jej pieniędzmi. Cage kontaktuje się z Bushmasterem i obaj spotykają się, by walczyć. Cage zostaje sparaliżowany sproszkowaną substancją i wrzucony do rzeki. |    |                                   |                          |                            |                                       |                    |                             |
| 20 | 7  | On and On                         | Kwestia szacunku         | Rashaad Ernesto Green      | Nicole Mirante-Matthews               | 22 czerwca 2018    | 22 czerwca 2018             |
| Paraliż ustępuje na czas i Cage jest wstanie wypłynąć na powierzchnię. Wraca do kościoła i zauważa, że Pirania zniknął. Ridenhour próbuje przekonać Knight, by wróciła do pracy i opowiada jej o informatorze pracującym dla Stokes-Dillard. Zamiast tego Knight decyduje się pomóc Cage’owi w odnalezieniu Piranii. Strokes-Dillard zdaje sobie sprawę, że Ridenhour ma informatora i kwestionuje lojalność swoich ludzi. W międzyczasie Bushmaster łapie Piranię, wykorzystuje go do odebrania wszystkich pieniędzy i majątku Strokes-Dillard, a następnie go zabija. Cage i Knight znajdują ciało. Ridenhour spotyka się z Komanczem, który panikuje z powodu podejrzeń Strokes-Dillard. Shades podąża za nim na to spotkanie. Komancz zabija Ridenhoura, a następnie Shades strzela do Komancza pozorując, że zrobił to Ridenhour. Strokes-Dillard chce się ukryć się z córką, ale zostaje złapana przez Bushmastera, który zostawia je w płonącym domu w ramach zemsty za spalenie jego matki żywcem przez rodzinę Stokesów. Następnie Bushmaster przejmuje klub nocny rodziny Stokesów, Harlem’s Paradise. W tym czasie Cage ratuje Strokes-Dillard i jej córkę. W klubie Harlem’s Paradise występuje Stephen Marley z piosenkami „You’re Gonna Leave” i „Chase Dem”. |    |                                   |                          |                            |                                       |                    |                             |
| 21 | 8  | If It Ain’t Rough, It Ain’t Right | Tajemnice                | Neema Barnette             | Nathan Louis Jackson                  | 22 czerwca 2018    | 22 czerwca 2018             |
| Kiedy Bushmaster dowiaduje się, że Cage uratował Strokes-Dillard, planuje zwiększyć swoją siłę dzięki większej ilości ziół. Cage zabiera Strokes-Dillard i Johnsona na komisariat policji, gdzie teraz pełni obowiązki Knight, która nie złożyła jeszcze oficjalnie swojej rezygnacji. Przybywa Shades, a Knight przypuszcza, że prawdopodobnie to on zabił Komancza lub Ridenhoura, ale nie ma na to żadnych dowodów. Strokes-Dillard i Johnson zostają ostrzelani przez ludzi Bushmastera przed komisariatem, ale Cage pomaga im uciec. Knight wykorzystuje to, by uzyskać nakaz przeszukania Harlem’s Paradise, ale nie znajduje tam nic obciążającego. W trosce o bezpieczeństwo swoich bliskich Cage uczestniczy w nabożeństwie w kościele i jest tam, by chronić swojego ojca przed ludźmi Bushmastera. W tym samym czasie Strokes-Dillard i Johnson zostają zaatakowani, w momencie gdy Strokes-Dillard wyjaśnia córce, jak została zmuszona do oddania jej swoim kuzynom, rodzinie Johnsonów, przez matkę Mamę Mabel. Knight i Tyler pojawiają się na miejscu, by je chronić, a zaraz po tym pojawiają się tam Cage z ojcem. Cage prosi Knight, by zadzwoniła do Randa o pomoc. |    |                                   |                          |                            |                                       |                    |                             |
| 22 | 9  | For Pete’s Sake                   | Wujek Pete               | Clark Johnson              | Matt Owens Ian Stokes                 | 22 czerwca 2018    | 22 czerwca 2018             |
| Knight zabiera Cage’a, Lucasa, Strokes-Dillard i Johnson do niedokończonego budynku należącego do Rand Enterprises, gdzie Strokes-Dillard decyduje się złożyć zeznania obciążające Bushmastera w zamian za immunitet. Knight i Cage są temu niechętni, jednak zgadzają się, bo są świadomi, że mogą walczyć tylko z jednym na raz. Knight wraca na komisariat, gdzie obecnie dowodzi zastępca komendanta Priscilla Ridley. Cage mówi Johnson, że Strokes-Dillard zamordowała swojego kuzyna Cornella „Cottonmouth” Stokesa, a Dillard przyznaje się do tego przed córką. Strokes-Dillard wyjaśnia, że Stokes naśmiewał się z niej mówiąc, że jako dziewczynka została zgwałcona przez ich wujka Pete’a. Wyjawia jej, że w ten sposób została poczęta i dlaczego jej nie kocha. Bushmaster wyznaczył dużą nagrodę za Strokes-Dillard, a Tyler wyjawia mu, gdzie się znajduje, ponieważ tam Cage jest w stanie pokonać Bushmastera. Strokes-Dillard ucieka i spotyka się z Shadesem, który pojmał wuja Bushmastera, Paula „Anansiego” Mackintosha. Bushmaster również ucieka odpalając granat, a następnie zmuszając Johnson do wyleczenia go. Cage zaczyna godzić się z ojcem. |    |                                   |                          |                            |                                       |                    |                             |
| 23 | 10 | The Main Ingredient               | Główny składnik          | Andy Goddard               | Akela Cooper                          | 22 czerwca 2018    | 22 czerwca 2018             |
| Danny Rand, który broni Manhattanu jako Iron Fist, spotyka się z Cage’em na prośbę Temple. Zdając sobie sprawę, że po ucieczce przed policją będzie musiał zostać uzdrowiony, rozpoczynają poszukiwania Johnson, ale nie znajdują jej w jej sklepie ani w Harlem’s Paradise. Dzięki wskazówkom Turka Barretta trafiają do opuszczonego magazynu, w którym Jamajczycy próbują uprawiać jamajskie zioła. Cage i Rand przedostają się do środka i niszczą laboratorium, jednak nie znajdują Johnson ani Bushmastera. Knight i Ridley odkrywają zdradę Tyler i aresztują ją. Ponieważ Pirania był torturowany przed oddaniem Bushmasterowi pieniędzy i majątku Strokes-Dillard, zostały one jej zwrócone wraz z Harlem’s Paradise. Wykorzystując swoje dziedzictwo Stokesów, nakazuje zamordować wszystkich w jamajskiej restauracji, a następnie pali Anansiego żywcem, by wysłać wiadomość do Bushmastera. Shades jest zaniepokojony jej nowym zachowaniem. W klubie Harlem’s Paradise występują Faith Evans i Jadakiss z piosenką „NYC”. |    |                                   |                          |                            |                                       |                    |                             |
| 24 | 11 | The Creator                       | Świadek                  | Stephen Surjik             | Nicole Mirante-Matthews Matthew Lopes | 22 czerwca 2018    | 22 czerwca 2018             |
| Jako chłopiec Bushmaster był jedynym z dzieci, które przeżyło wadliwą szczepionkę. Po tym, jak umowa biznesowa między jego ojcem, Quincym McIverem, a Samuelem „Buggym” Stokesem nie powiodła się w latach 80. i doprowadziła do śmierci jego ojca, matka Bushmastera, Gwen, próbowała pozwać rodzinę Stokesów, a żona Buggy’ego, Mabel, w odpowiedzi spaliła dom Gwen. Bushmaster przeżył, ale został postrzelony przez Pete’a Stokesa. Uratowało go specjalne zioło, a teraz Johnson jest wstanie go ponownie wyleczyć. Ostrzega, że może go zabić z powodu niewydolności narządów. Pozwala jej odejść. Tymczasem Cage odnajduje żonę Anansiego, Ingrid, która przeżyła strzelaninę w restauracji, ale ta odmawia składania zeznań przeciwko Strokes-Dillard. Zabiera ją, by zobaczyła ciało męża, gdzie znajdują Bushmastera; on i Cage zgadzają się, że ich następna walka będzie ostatnią. Wbrew zasadom swojej rodziny Stokes-Dillard zawiera umowę o rozpoczęciu sprzedaży heroiny w Harlemie. Shades rozmawia z nią o jej ostatnich działaniach, co prowadzi do kłótni i zakończenia ich związku. Shades decyduje się poddać Knight. |    |                                   |                          |                            |                                       |                    |                             |
| 25 | 12 | Can’t Front On Me                 | Mnie nie okłamiesz       | Evarado Gout               | Aïda Mashaka Croal                    | 22 czerwca 2018    | 22 czerwca 2018             |
| Strokes-Dillard staje na czele koalicji przywódców gangów z całego Nowego Jorku, obiecując wyeliminować Bushmastera, którego rozgniewało użycie jego nazwiska na nowych dostawach heroiny. Atakuje fabrykę, w której produkowane są narkotyki zamykając ją z pomocą Cage’a. Bushmaster ucieka, gdy Cage nie pozwala mu zniszczyć dowodów. Następnie Cage odwiedza Dillard i mówi jej, że nie będzie już jej chronił. Dillard ogłasza bezpłatny koncert w Harlem’s Paradise, by mieć pewność, że w okolicy będzie wystarczająco dużo ludzi. Johnson oferuje pomoc Bushmasterowi w zabiciu Strokes-Dillard. Pokazuje mu tajne wejście do klubu i daje mu dodatkowe ziele jako ostateczny zastrzyk sił. Shades wyznaje policji wszystko, co wie, ale brakuje dowodu, że Strokes-Dillard jest właścicielką broni, której użyto do zabicia Anansiego. W związku z tym idzie do klubu podczas koncertu i jest ze Strokes-Dillard, gdy Bushmaster atakuje. Cage i Knight próbują powstrzymać Bushmastera, ale ten ucieka, gdy Cage nie chce go zabić. Strokes-Dillard zostaje aresztowana. W klubie Harlem’s Paradise występuje KRS-One z piosenkami „Love’s Gonna Get’cha (Material Love)” i „Jack of Spades”. |    |                                   |                          |                            |                                       |                    |                             |
| 26 | 13 | They Reminisce Over You           | Oni cię znają            | Alex Garcia Lopez          | Cheo Hodari Coker                     | 22 czerwca 2018    | 22 czerwca 2018             |
| Podczas gdy Strokes-Dillard jest w areszcie, pozostali przywódcy gangów planują przejąć kontrolę w Harlemie. Shades sugeruje Cage’owi, by zastąpił Strokes-Dillard, by zapobiec przejęciu władzy przez nowego szefa mafii. Cage grozi szefowej włoskiej mafii, Rosalie Carbone, upewniając się, że będzie trzymała się z dala od Harlemu. W więzieniu Strokes-Dillard podejmuje działania mające na celu zdobycie władzy i nakazuje zamordowanie wszystkich swoich byłych kontaktów i pracowników. Johnson pomaga Bushmasterowi dojść do zdrowia, który decyduje się na powrót na Jamajkę. Mówi jej, że Strokes-Dillard nadal musi spłonąć. Johnson postanawia odwiedzić Strokes-Dillard, która mówi jej, że Harlem’s Paradise należy do niej. Następnie Johnson podaje Strokes-Dillard wolno działającą truciznę. Strokes-Dillard umiera podczas odwiedzin Cage’a. Johnson zleca kremację swojej matki. Po śmierci Strokes-Dillard umowa Shadesa przestaje obowiązywać i zostaje on aresztowany. Po odczytaniu testamentu Strokes-Dillard okazuje się, że został on zmieniony i właścicielem klubu staje się Cage. To wprawia w złość Johnson i budzi niepokój Knight, która martwi się, że Cage stanie się przestępcą takim jak Strokes-Dillard. Cage przyjmuje klub i zostaje nowym „szeryfem” Harlemu. W klubie Harlem’s Paradise występują Rakim, Adrian Younge i Ali Shaheed Muhammad z piosenką „King’s Paradise” oraz Younge i Muhammad wykonują „Jazz 1”. |    |                                   |                          |                            |                                       |                    |                             |

## Produkcja

### Rozwój projektu
W styczniu 2015 roku Ted Sarandos, prezes Netfliksa, zapewnił, że wszystkie seriale tworzone przy współpracy z Marvel Television mają szansę na kolejne sezony. We wrześniu 2016 roku Cheo Hodari Coker wyjawił, że ma „kilka pomysłów” na drugi sezon serialu, w tym na zaadaptowanie komiksowego Heroes for Hire. Przyznał jednak, że nie jest pewien, czy serial otrzyma kolejny sezon. 4 grudnia 2016 roku poinformowano, że został zamówiony drugi sezon serialu. Coker powrócił jako producent wykonawczy i showrunner. Producentami wykonawczymi zostali również: Alan Fine, Stan Lee, Joe Quesada, Dan Buckley, Jim Chory, Jeph Loeb i Karim Zreik. Natomiast Gail Barringer powrócił jako producent. Za produkcję, poza Marvel Television, odpowiadało ABC Studios.

### Scenariusz
Nad scenariuszem do poszczególnych odcinków pracowali: Cheo Hodari Coker, Akela Cooper, Matt Owens, Matthew Lopes, Ian Stokes, Aida Mashaka Croal, Nicole Mirante-Matthews i Nathan Louis Jackson.
Coker porównał ten sezon do albumu The Low End Theory grupy A Tribe Called Quest mówiąc, że ich pierwszy album People’s Instinctive Travels and the Paths of Rhythm „był świetny, ale z drugiej strony [ich drugi album], Low End Theory, to płyta, o której wszyscy mówią, kiedy myślą o A Tribe Called Quest wynoszących wszystko na wyższy poziom. Mam nadzieję, że w drugim sezonie będziemy mieli podobne dźwięki, ale pójdziemy w głębszym kierunku”. Coker zapewnił również, że muzyka będzie ważnym elementem także tego sezonu, a Harlem nadal będzie „w sercu i centrum” serialu. Kontynuując porównanie do muzyki Coker powiedział, że „naprawdę chcieliśmy, aby był to drugi album, dzięki któremu pokochaliście grupę, którą do tej pory tylko lubiliście [...] To właśnie chcieliśmy zrobić – chcieliśmy stworzyć drugi sezon, który podniesie stawkę”. Coker wyjaśnił, że „nasz pokój scenarzystów składa się z pisarzy/producentów, którzy są maniakami komiksów, maniakami muzyki i maniakami polityki [...] Więc często ja, Nicole Mirante-Matthews, Aida Croal (...) i Akela Cooper, po prostu wdawałyśmy się w te długie dyskusje o polityce i wszystkim innym, co się dzieje”. Podobnie, jak w przypadku pierwszego sezonu, którego to odcinki były zatytułowane od piosenek zespołu Gang Starr, Coker zadecydował, że w przypadku drugiego sezonu odda hołd tytułom piosenek duetu Pete Rock & CL Smooth.
Mike Colter wyjawił, że prace nad scenariuszem do drugiego sezonu różniły się od tych nad pierwszym, ponieważ „znamy teraz serial. Znamy świat, w którym się poruszamy i wiemy, co działa, a co nie. Po prostu podwoiliśmy to, więc można się spodziewać bardzo ekscytującego, bardzo istotnego i pełnego popkultury serialu”. Dodał, że Luke Cage po pierwszym sezonie i miniserialu Defenders ma „nowe spojrzenie na życie” i nie ma już do czynienia z wymiarem sprawiedliwości. Coker wyjaśnił również, że fabuła sezonu nie adaptuje żadnego konkretnego komiksu, a zamiast tego opiera się na pojawiających się postaciach, koncentruje się na tym, kim jest Luke Cage i wnika w szczegóły znacznie głębiej. Serial prezentuje także różne szczegóły dotyczące zarówno Mariah Dillard, jak i Misty Knight. Nowi złoczyńcy o nowych umiejętnościach wprowadzeni w tym sezonie mieli za zadanie wpłynąć na opowieść w kategoriach „tego, co mają do zaoferowania przeciwko Luke’owi”. Coker zwrócił uwagę, że świat przedstawiony odgrywa dużą rolę w drugim sezonie; stwierdził, że „musisz opowiedzieć super historię, która ma element fantastyczny, ale to element ludzki sprawi, że ludzie będą oglądać”. Coker i scenarzyści opracowując scenariusz do drugiego sezonu postanowili zadać pytanie, czy „jeśli superbohater jest superbohaterem na poziomie społeczności, to czy zamierza chronić swoją społeczność, kontrolując wszystko? Jeśli zdecyduje się kontrolować przestępczość, czy to czyni go szefem mafii? Czy to czyni go przestępcą?”.
Coker wpadł na pomysł głównego złoczyńcy, Bushmastera, na wczesnym etapie pracy nad sezonem. Chciał, by była to postać, która „mógłby nas wciągnąć w ten świat”. Patrząc na różnych antagonistów Cage’a Coker „natknął się na Bushmastera, który ma dziwną przeszłość, w związku z czym powinien być członkiem mafii. Cóż, mafia w wersji Marvela, w której pochodzi jest z tajemniczej karaibskiej wyspy”. Postanowił sprecyzować w serialu, że chodzi Jamajkę i „nadać mu konkretny charakter”. Uznał, że jest to „doskonała okazja, by w przyjazny sposób wykorzystać serial jako konia trojańskiego opowiadającego o historii Jamajki. Jamajka ma historię oporu i dumy, a muzyka to odzwierciedla. To po prostu daje ci kogoś, kto nie jest złoczyńcą. Nie uważam Bushmastera za takiego; on jest po prostu antagonistyczny i ma inny punkt widzenia”. W pierwszym sezonie „głębokie zanurzenie się w historię Harlemu” uznał za coś w „rodzaju konia trojańskiego”. Przyznał, że drugi sezon zagłębia się w historię nie tylko Jamajki, ale również porusza kwestię doświadczeń migracyjnych i diaspory. Coker wskazał, że „interesujące w przypadku Bushmastera jest to, że teraz mamy do czynienia z dwoma niewspółpracującymi ze sobą czynnikami – perspektywą jamajską i perspektywą [afroamerykańską]. Jest tam napięcie po okresie niewolnictwa. Ale to wciąż historia o superbohaterach – dobrych i złych chłopakach ze specjalnymi mocami”. Coker przyznał, że taki przeciwnik ma wpływ na Cage’a i uznał, że „w końcu ma kogoś, kto może go powalić. Kiedy znajdujesz się na granicy wielkiej porażki, jak to na ciebie wpływa? Czy ma to wpływ na Twoją psychikę?”.
W sezonie pojawiło się nawiązanie do postaci detektyw Brigid O’Reilly z serialu Cloak & Dagger, która przeprowadziła się do Nowego Orleanu po śmierci kapitana Ridenhoura.

### Casting
W kwietniu 2017 roku potwierdzono, że Mike Colter i Simone Missick powrócą jako Luke Cage i Misty Knight, natomiast w maju ujawniono, że Theo Rossi zagra ponownie Shadesa. W lipcu 2017 roku poinformowano, że do swoich ról powrócą również Rosario Dawson jako Claire Temple i Alfre Woodard jako Mariah Dillard oraz, że do obsady dołączyli Mustafa Shakir jako John McIver i Gabrielle Dennis jako Tilda Johnson. W październiku wyjawiono, że w serialu pojawi się Finn Jones jako Danny Rand / Iron Fist. W lutym 2018 roku poinformowano, że zmarły Reg E. Cathey zagrał Jamesa Lucasa i że udało się zrealizować większość scen z jego udziałem przed jego śmiercią. Na początku czerwca poinformowano, że poza Jonesem swoją rolę z serialu Iron Fist powtórzy również Jessica Henwick jako Colleen Wing. Ponadto Stephen Rider powrócił jako Blake Tower.
W sierpniu 2017 roku ujawniono, że Thomas Q. Jones powróci jako Komancz. W kwietniu 2018 roku ujawniono, że Antonique Smith wystąpi jako Nandi Tyler. W maju poinformowano, że Ron Cephas Jones ponownie zagra Bobby’ego Fisha. W czerwcu ujawniono, że Chaz Lamar Shepherd i Tarah Rodgers zagrają Piranię Jonesa i Stephanie Miller. W rolach drugoplanowych do obsady dołączyli: Dorian Missick jako Karaluch Hamilton, Kevin Mambo jako Sheldon, Peter Jay Fernandez jako Tom Ridenhour, Sahr Ngaujah jako Anansi i Heather Simms jako Ingrid Mackintosh, a swoje role z pierwszego sezonu powtórzyli: Jeremiah Richard Craft jako Dave Griffith, Sean Ringgold jako Sugar, Danny Johnson jako Benjamin Donovan, Justin Swain jako Mark Bailey, John Clarence Stewart jako Alex Wesley i Karen Pittman jako Priscilla Ridley.
Ponadto z pierwszego sezonu gościnnie powrócili: Andrew Pang jako Donnie Chang, Darius Kaleb jako Lonnie Wilson, Tijuana Ricks jako Thembi Wallace, Jade Wu jako Connie Lin, Joniece Abbott-Pratt jako Esther „Etta” Lucas, Parisa Fitz-Henley jako Reva Connors, Latanya Richardson Jackson jako „Mama” Mabel Stokes, Curtis Cook jako Peter „Pistol Pete” Stokes, Ninja N. Devoe jako Aisha Axton, Cassandra Freeman jako Patricia Wilson, Sedly Bloomfield jako Joel Spurlock i Rob Morgan jako Turk Barrett, który zadebiutował w Daredevilu. Ponadto gościnnie pojawił się występujący w Daredevilu Elden Henson jako Foggy Nelson oraz Henry Yuk jako Hai-Qing Yang z serialu Iron Fist.

### Scenografia i kostiumy
Scenografię przygotował Scott Murphy, a kostiumy do drugiego sezonu zaprojektowała Stephanie Maslansky. Maslansky zauważyła, że każda z postaci w serialu od czasu pierwszego sezonu, jak i w trakcie drugiego ewoluowała, co odzwierciedlone zostało w sposobie ubioru. Garderoba Luke’a Cage’a nie uległa specjalnej zmianie: nadal nosi dżinsy, T-shirty i bluzy z kapturem w kolorach czerni, granatu i szarości z odrobiną żółci lub złota. Projektantka zdradziła, że kupowano kilka bluz jednego modelu, które były przygotowywane specjalnie, by pokazać kuloodporność Cage’a. Zwróciła uwagę, że trzeba było „robić w nich dziury, co wymagało całego procesu efektów specjalnych i efektów wizualnych. Trzeba było mieć wiele wielokrotności tego samego, zwłaszcza jeśli strzelasz do tyłu i zaczynasz od bluzy, która już została przestrzelona, i musisz pracować z bluzą, zanim zostanie podziurawiona, zabrudzona lub spalona”. Pod koniec sezonu, po upadku Mariah Strokes-Dillard, staje się inną osobą, co zostaje pokazane również w jego ubiorze. Maslansky stwierdziła, że „w ostatnim odcinku Luke Cage całkowicie się zmienia… jego postać zdaje sobie sprawę, że musi grać w inną grę, by chronić Harlem. A ta gra może wiązać się z przeobrażeniem w osobę, którą nigdy nie chciał być”. W ostatniej scenie w „Harlem’s Paradise” Cage jest ubrany w garnitur, który „został wykonany na zamówienie, zaprojektowany na zamówienie, a kolor został wybrany bardzo starannie”. W scenie, w której ostatni raz pojawia się Claire Temple w rozmowie Lukiem, Rosario Dawson zaproponowała, by jej postać miała na sobie pierwszy kostium, w którym zadebiutowała w pierwszym sezonie Daredevila.
Maslansky przyznała, że styl Misty Knight zaczął się zmieniać od Defenders, jednak największe wyzwanie stanowiło ukrywanie ręki Simone Missick, którą Misty straciła w Defenders. Maslansky wyjawiła, że „sposób jest, jak powiedziałam, bardzo zaawansowany technologicznie i wymaga jedynie drobnych sztuczek polegających na ukrywaniu ręki i filmowaniu postaci pod różnymi kątami”; wyjaśniła, że musieli „bardzo uważać na ubrania, których używaliśmy, bo nie mogły być zbyt obcisłe, inaczej nie dałoby się ukryć ramienia”. Maslansky dodała, że osiągnięcie tego celu wymagało „skoordynowanej, wspólnej pracy kamery i kostiumów”. Maslansky zwróciła uwagę, że ubiór Misty w pierwszym sezonie był „raczej konserwatywny”, a po Defenders stał się bliższy Harlemowi. W jej ubiorze pojawiły się jaśniejsze kolory, skórzane kurtki i buty za kolano. Maslansky złożyła hołd komiksowi Daughters of the Dragon w scenie wspólnej walki Misty i Colleen ubierając bohaterki w czerwień dla Misty i biel na Collen.
Maslansky zwróciła uwagę także na to, jak zmieniał się wygląd Mariah, która „związała się z młodszym mężczyzną, z którym utrzymuje zmysłowy związek, a także odkryła w sobie swojego wewnętrznego złoczyńcę. W pewnym sensie stała się bardziej wyrafinowana, więc jej ubrania również stały się bardziej wyrafinowane, bardziej eleganckie. Nie próbuje już wpasować się w rolę polityka, który postępuje właściwie, nie jest już tym zainteresowana”. Większość kostiumów dla Strokes-Dillard została specjalnie zaprojektowana. Projektantka wyjawiła, że „bardzo kreatywnie dobieraliśmy jej ubrania: prawie wszystko, co miała na sobie, szyliśmy na zamówienie. Jej ubrania są bardzo seksowne, klasyczne, trochę ekstrawaganckie. To pokazuje, jak się zmieniła. W pierwszym sezonie ubrała się bardzo konserwatywnie, niczym polityk”. W przypadku kostiumów dla Tildy Johnson Maslansky tworzyła je tylko w przypadkach, kiedy nie mogła znaleźć niczego odpowiedniego. Projektantka wyjawiła, że w przypadku złoczyńców starała się w subtelny sposób oddać hołd komiksom poprzez kolory. W pierwszym sezonie była to zieleń przy ubiorze Cottonmoutha. Podobnie postąpiła w tym sezonie. Bushmastera w komiksach reprezentują beż, żółty i biały, więc pojawiając się po raz pierwszy w serialu ma na sobie ubiór właśnie w tych kolorach. Zwróciła uwagę na to, że ze względu na karaibskie pochodzenie tej postaci, mogła użyć „intensywnych, jasnych kolorów” i nadać mu „nieco bardziej ekstrawagancki” wygląd. Na potrzeby serialu zaprojektowano dla niego kilka „szalonych” garniturów i koszul. Maslansky zauważyła, że Bushmaster rzadko nosi krawat i „lubi bardziej dosadny, agresywny wygląd”, jednak „w pewnym momencie zaczyna panować nad sobą, kiedy wierzy, że udało mu się przejąć władzę i zaczyna ubierać się bardziej jak legalny biznesmen. Przechodzi od błysku do elegancji – staje się trochę bardziej podobny do Cottonmoutha”.

### Zdjęcia i postprodukcja
Zdjęcia do sezonu rozpoczęły się 10 czerwca 2017 roku pod roboczym tytułem Tiara, a prace na planie zakończyły się 19 listopada. Za zdjęcia odpowiadał Petr Hlinomaz. Większość zdjęć zostało zrealizowanych w Harlemie i Brooklynie. Miejsca, w których kręcony był sezon obejmowały między innymi Lenox Avenue, Music Hall of Williamsburg, Graham Court, WNYC Transmitter Park, Greenpoint Terminal, Newtown Creek, Washington Heights i Mount Morris Park Historic District.
W lipcu 2017 roku ujawniono, że Lucy Liu wyreżyserowała pierwszy odcinek sezonu, „Luke rządzi!”. Liu wyjawiła, że praca na planie stanowiła wyzwanie i zwróciła uwagę, że „musieli opracować choreografię do scen walki i bardzo dokładnie ją przestudiować. I oczywiście śledził nas paparazzi. Musieliśmy mu powiedzieć, żeby opuścił [plan] serialu”. Pracę aktorki również rozpraszali fani aktorki, którzy wielokrotnie prosili ją o autograf.
Efektami specjalnymi zajmowało się ponownie studio FuseFX.

## Muzyka
W kwietniu 2018 roku potwierdzono, że Adrian Younge i Ali Shaheed Muhammad skomponuje muzykę do drugiego sezonu. Younge i Muhammad przy tworzeniu muzyki inspirowali się Davidem Axelrodem, Ennio Morricone, A Tribe Called Quest i Wu-Tang Clan. Mike Colter wyjawił, że drugi sezon będzie miał „inny klimat” pod względem muzycznym oraz, że on i Cheo Hodari Coker wybrali „pewien rodzaj muzyki” po wysłuchaniu jej na przyjęciu urodzinowym i zgodzili się, że „nie zagrano ani jednej złej piosenki”. Coker wyjaśnił później, że sezon będzie eksplorował korzenie hip-hopu z bluesem i reggae po tym, jak pierwszy sezon wprowadził hip-hop do FUM. Dodał, że sezon będzie odkrywał „całą diasporę czarnej muzyki” wraz z różnymi kulturami. Ścieżka dźwiękowa została nagrana w studiu Linear Labs należącym do Younge’a.
Na potrzeby serialu Younge i Muhammad napisali wspólnie z wykonującym go Rakimem utwór „King’s Paradise” oraz „Family First” w wykonaniu Gabrielle Dennis, serialowej Tildy Johnson, która również jest współautorką tej piosenki. Marvel’s Luke Cage Season Two: Original Soundtrack Album został wydany 22 czerwca 2018 roku cyfrowo przez Hollywood Records i Marvel Music i na płycie gramofonowej przez Mondo.
Coker chciał, by tak samo, jak w przypadku pierwszego sezonu, pojawiły się występy muzyczne na żywo i miał nadzieję, że niektórzy muzycy, którzy wcześniej odrzucili propozycję wystąpienia w pierwszym sezonie, będą po obejrzeniu serialu bardziej skłonni do dołączenia do produkcji drugiego. W drugim sezonie był w stanie pokazać materiał filmowy z występów z pierwszego, a także wskazać, że muzykom, którzy pojawili się na ekranie wzrosło zainteresowanie ich muzyką. Wśród wykonawców występujących w sezonie drugim pojawili się D-Nice i Faith Evans, którzy również wystąpili w sezonie pierwszym oraz Joi, Gary Clark Jr., Esperanza Spalding, Christone „Kingfish” Ingram, Ghostface Killah, Stephen Marley, Jadakiss, KRS-One, Rakim, Donald Harrison i Mister Cee oraz Younge i Muhammad. Poza Spalding, który wystąpił na imprezie Mariah Strokes-Dillard w Studio Museum of Harlem, wszyscy pozostali muzycy wystąpili w serialowym klubie „Harlem’s Paradise”. W drugim sezonie zostały wykorzystane również utwory w wykonaniu Niny Simone i Mobb Deepa.
| Marvel’s Luke Cage Season Two: Original Soundtrack Album – 2018 | Marvel’s Luke Cage Season Two: Original Soundtrack Album – 2018 | Marvel’s Luke Cage Season Two: Original Soundtrack Album – 2018 | Marvel’s Luke Cage Season Two: Original Soundtrack Album – 2018 | Marvel’s Luke Cage Season Two: Original Soundtrack Album – 2018 |
| Nr                                                              | Tytuł utworu                                                    | Wykonawca                                                       | Autor                                                           | Długość                                                         |
| --------------------------------------------------------------- | --------------------------------------------------------------- | --------------------------------------------------------------- | --------------------------------------------------------------- | --------------------------------------------------------------- |
| 1.                                                              | „King’s Paradise”                                               | Rakim                                                           | William Griffin, Younge, Muhammad                               | 3:03                                                            |
| 2.                                                              | „Love You Forever Right Now”                                    | Joi                                                             | Joi Gilliam, Marlon Cox                                         | 5:09                                                            |
| 3.                                                              | „I Put a Spell on You”                                          | Christone „Kingfish” Ingram                                     | Jay Hawkins, Herb Slotkin                                       | 4:44                                                            |
| 4.                                                              | „The Thrill Is Gone”                                            | Christone “Kingfish” Ingram                                     | Rick Darnell, Roy Hawkins                                       | 4:16                                                            |
| 5.                                                              | „Family First”                                                  | Gabrielle Dennis                                                | Dennis, Younge, Muhammad                                        | 1:57                                                            |
| 6.                                                              | „Luke Fight”                                                    |                                                                 | Younge, Muhammad                                                | 1:09                                                            |
| 7.                                                              | „Strolling”                                                     |                                                                 | Younge, Muhammad                                                | 1:52                                                            |
| 8.                                                              | „No You’re Billy”                                               |                                                                 | Younge, Muhammad                                                | 2:13                                                            |
| 9.                                                              | „Harlem Blossom”                                                |                                                                 | Younge, Muhammad                                                | 1:27                                                            |
| 10.                                                             | „Dem Call Me Bushmaster”                                        |                                                                 | Younge, Muhammad                                                | 1:11                                                            |
| 11.                                                             | „Back to Business”                                              |                                                                 | Younge, Muhammad                                                | 0:59                                                            |
| 12.                                                             | „Bushmaster Bullets”                                            |                                                                 | Younge, Muhammad                                                | 0:39                                                            |
| 13.                                                             | „A Different Land”                                              |                                                                 | Younge, Muhammad                                                | 0:37                                                            |
| 14.                                                             | „Gwen’s Restaurant”                                             |                                                                 | Younge, Muhammad                                                | 0:53                                                            |
| 15.                                                             | „Life’s a Journey”                                              |                                                                 | Younge, Muhammad                                                | 1:18                                                            |
| 16.                                                             | „It’s Going Down”                                               |                                                                 | Younge, Muhammad                                                | 0:31                                                            |
| 17.                                                             | „Luke Misty Body”                                               |                                                                 | Younge, Muhammad                                                | 1:39                                                            |
| 18.                                                             | „Moment of Bliss”                                               |                                                                 | Younge, Muhammad                                                | 0:37                                                            |
| 19.                                                             | „Piranha Run”                                                   |                                                                 | Younge, Muhammad                                                | 3:46                                                            |
| 20.                                                             | „Western Riddim”                                                |                                                                 | Younge, Muhammad                                                | 0:32                                                            |
| 21.                                                             | „Luke Barbershop”                                               |                                                                 | Younge, Muhammad                                                | 0:49                                                            |
| 22.                                                             | „Comanche Officer”                                              |                                                                 | Younge, Muhammad                                                | 1:01                                                            |
| 23.                                                             | „Luke Money”                                                    |                                                                 | Younge, Muhammad                                                | 1:27                                                            |
| 24.                                                             | „Shades Legacy”                                                 |                                                                 | Younge, Muhammad                                                | 1:54                                                            |
| 25.                                                             | „Stylers Have Piranha”                                          |                                                                 | Younge, Muhammad                                                | 2:30                                                            |
| 26.                                                             | „Bushmaster Breaks In”                                          |                                                                 | Younge, Muhammad                                                | 0:26                                                            |
| 27.                                                             | „Garage Fight”                                                  |                                                                 | Younge, Muhammad                                                | 1:48                                                            |
| 28.                                                             | „Ridenhour Comanche”                                            |                                                                 | Younge, Muhammad                                                | 0:56                                                            |
| 29.                                                             | „Ridenhour Comanche – Pt. 2”                                    |                                                                 | Younge, Muhammad                                                | 3:13                                                            |
| 30.                                                             | „Mariah in Trouble”                                             |                                                                 | Younge, Muhammad                                                | 0:27                                                            |
| 31.                                                             | „Wake Up”                                                       |                                                                 | Younge, Muhammad                                                | 1:14                                                            |
| 32.                                                             | „Bounty on Stokes”                                              |                                                                 | Younge, Muhammad                                                | 1:01                                                            |
| 33.                                                             | „Church Fight”                                                  |                                                                 | Younge, Muhammad                                                | 1:04                                                            |
| 34.                                                             | „Stylers Arrive”                                                |                                                                 | Younge, Muhammad                                                | 1:26                                                            |
| 35.                                                             | „Bushmaster Nightshade”                                         |                                                                 | Younge, Muhammad                                                | 2:47                                                            |
| 36.                                                             | „Darius Is Gone”                                                |                                                                 | Younge, Muhammad                                                | 1:11                                                            |
| 37.                                                             | „Assault on Gwen’s”                                             |                                                                 | Younge, Muhammad                                                | 4:35                                                            |
| 38.                                                             | „Damnit Alex”                                                   |                                                                 | Younge, Muhammad                                                | 0:59                                                            |
| 39.                                                             | „Blast Off”                                                     |                                                                 | Younge, Muhammad                                                | 1:12                                                            |
| 40.                                                             | „Misty Chief”                                                   |                                                                 | Younge, Muhammad                                                | 0:31                                                            |
| 41.                                                             | „Bringing It Back”                                              |                                                                 | Younge, Muhammad                                                | 1:31                                                            |
| 42.                                                             | „On the Look Out”                                               |                                                                 | Younge, Muhammad                                                | 0:52                                                            |
| 43.                                                             | „Look Around”                                                   |                                                                 | Younge, Muhammad                                                | 0:47                                                            |
| 44.                                                             | „Putting Cheese”                                                |                                                                 | Younge, Muhammad                                                | 1:13                                                            |
| 45.                                                             | „Mariah Prison”                                                 |                                                                 | Younge, Muhammad                                                | 2:57                                                            |
| 46.                                                             | „Power”                                                         |                                                                 | Younge, Muhammad                                                | 1:14                                                            |
| 47.                                                             | „Luke Fields”                                                   |                                                                 | Younge, Muhammad                                                | 1:06                                                            |
| 48.                                                             | „Stylers Dub”                                                   |                                                                 | Younge, Muhammad                                                | 0:25                                                            |
| 49.                                                             | „Bushmaster’s Office”                                           |                                                                 | Younge, Muhammad                                                | 0:24                                                            |
| 50.                                                             | „Stylers Arrival”                                               |                                                                 | Younge, Muhammad                                                | 1:26                                                            |
| 51.                                                             | „You Know What It Is”                                           |                                                                 | Younge, Muhammad                                                | 3:38                                                            |
| 52.                                                             | „Where to Go”                                                   |                                                                 | Younge, Muhammad                                                | 0:52                                                            |
| 53.                                                             | „Let’s Go”                                                      |                                                                 | Younge, Muhammad                                                | 0:45                                                            |
| 54.                                                             | „King’s Paradise (Instrumental)”                                |                                                                 | Griffin, Younge, Muhammad                                       | 3:04                                                            |
| 55.                                                             | „Family First (Instrumental)”                                   |                                                                 | Dennis, Younge, Muhammad                                        | 1:34                                                            |
|                                                                 |                                                                 |                                                                 |                                                                 | 1:30:51                                                         |

## Promocja
6 marca 2018 roku pojawił się pierwszy zwiastun drugiego sezonu, natomiast 12 czerwca pokazano ostatni zwiastun sezonu. 19 czerwca odbył się specjalny pokaz odcinków sezonu w Kennedy Center w Waszyngtonie, które gospodarzami byli Netflix i Spotify. Częścią wydarzenia był koncert, podczas którego wystąpili: KRS-One, Adrian Younge i Ali Shaheed Muhammad, Joi, Christone „Kingfish” Ingram oraz Rakim. 21 czerwca odbyła się premiera sezonu w Nowym Jorku. Podczas wydarzenia uczestniczyła obsada, ekipa produkcyjna sezonu oraz zaproszeni goście. Premierze tej towarzyszył czerwony dywan oraz szereg konferencji prasowych.

## Odbiór

### Krytyka w mediach
Drugi sezon serialu spotkał się z pozytywną oceną krytyków. W serwisie Rotten Tomatoes 85% z 62 recenzji uznano za pozytywne, a średnia ocen wystawionych na ich podstawie wyniosła 7,2/10. Na portalu Metacritic średnia ważona ocen z 13 recenzji wyniosła 64 punkty na 100.
Liz Shannon Miller z Indie Wire stwierdziła, że „Luke Cage może i jest dramatem akcji, ale czasami jest też cholernie przegadany, a sceny pełne dialogów zawsze wydają się dwa razy dłuższe niż to konieczne”. Christian Holub z „Entertainment Weekly” pozytywnie ocenił grę Alfre Woodard i uznał, że „teraz gdy widzimy ją w najgorszym momencie, Woodard miesza wielką desperację i niepokój z typową arogancją. Naprawdę widzimy różne strony tej postaci”. Natomiast Chancellor Agard pochlebnie wyraził się na temat Mustafy Shakira i w tej samej recenzji powiedział, że „rozpoczynając sezon, nie mogłem się doczekać kolejnego złoczyńcy Marvela, który byłby po prostu mrocznym odbiciem tytułowego bohatera, co jest częstym posunięciem Marvela. Ale Shakir szybko mnie przekonał swoim elektryzującym występem”. Melanie McFarland z portalu Salon oceniła sezon słowami, że „od występów, poprzez reżyserię, po choreografię walki, każda śruba i nakrętka tej narracji została dokręcona”. Alex Abad-Santos z Vox przyznał, że „gdyby ktoś powiedział mi, że drugi sezon Luke’a Cage’a będzie składał się tylko z 13-godzinnych odcinków, w których Mike Colter myje ręce, prawdopodobnie nadal bym to włączył”. Dan Fienberg z „The Hollywood Reporter” stwierdził, że drugi sezon Luke’a Cage’a „to krok naprzód w porównaniu z innymi najnowszymi serialami Marvela/Netfliksa, jeśli chodzi o zapadającego w pamięć złoczyńcę, który ma cele na cały sezon”. Phil Owen z The Wrap uznał, że w sezonie „jest po prostu zbyt wiele rzeczy, by naprawdę oddać sprawiedliwość czemukolwiek, a brak skupienia sprawia, że trudno jest skoncentrować się na czymkolwiek, co sezon próbuje pokazać”. Verne Gay z „Newsday” ocenił sezon jako „rozdętą, zaniedbaną historię, ale za to [ze] świetną ścieżką dźwiękową i grą Rega E. Catheya”.
Dawid Muszyński z NaEkranie.pl stwierdził, że „drugi sezon Luke’a Cage’a jest dużo lepszy od pierwszego. Twórcy posłuchali głosu niezadowolonych fanów i wprowadzili pewne poprawki. Nie jest to wciąż serial idealny, ale na pewno zmierza w odpowiednim kierunku. Fani Marvela będą zadowoleni. Zwłaszcza że smaczków ukrytych na drugim i trzecim planie”. Mateusz Piesowicz z serwisu Serialowa stwierdził, „że potrzeba sporo samozaparcia, by wytrzymać z 2. sezonem Luke’a Cage’a do samego końca. Mogę jednak również powiedzieć, oczywiście niczego nie zdradzając, że cierpliwość się opłaca. Dokądś to wszystko prowadzi, a obrany na dalszą podróż kierunek wygląda naprawdę obiecująco”. Piotr Grabiec ze Spider’s Web ocenił, że „kolejne odcinki serialu o przygodach samozwańczego obrońcy Harlemu składają się na jeden z najlepszych sezonów seriali na licencji Marvela, jakie do tej pory ukazały się na platformie Netflix” dodając, że „tak dobrej kontynuacji, która przebiłaby pierwszy sezon i to o kilka długości, jeszcze w historii tej marvelowskiej serii nie było”. Szymon Góraj z Movies Room wyraził opinię, iż „drugi sezon Luke’a Cage’a bije na głowę swojego poprzednika. Widać, że twórcy wzięli swoje błędy z pierwszego sezonu do serca i trochę nad nimi popracowali, by już w kontynuacji serialu dać nam produkt warty uwagi”. Góraj chwalił świetną muzykę, która „zawsze idealnie pasuje do wydarzeń dziejących się na ekranie. I nawet jeśli początek szczególnie nie zachęca, to dalsze odcinki podkręcają tempo i dostarczają nam scen, na które warto zwrócić szczególną uwagę”. Przeciwnego zdania był Piotr Nowacki z Gram.pl, który stwierdził, że „drugi sezon Luke’a Cage’a był dla mnie sporym zawodem”.

### Nominacje
| Rok  | Ceremonia              | Kategoria                                           | Nominowani                              | Rezultat  | Przypis |
| ---- | ---------------------- | --------------------------------------------------- | --------------------------------------- | --------- | ------- |
| 2018 | People’s Choice Awards | Ulubiony serial fantastycznonaukowy lub fantasy     | Luke Cage                               | Nominacja | [ 99 ]  |
| 2019 | Black Reel TV Awards   | Najlepszy aktorka w serialu dramatycznym            | Alfre Woodard                           | Nominacja | [ 100 ] |
| 2019 | Black Reel TV Awards   | Najlepszy aktor drugoplanowy w serialu dramatycznym | Mustafa Shakir                          | Nominacja | [ 100 ] |
| 2019 | Black Reel TV Awards   | Najlepszy występ gościnny w serialu dramatycznym    | Ron Cephas Jones                        | Nominacja | [ 100 ] |
| 2019 | NAACP Image Awards     | Najlepszy aktorka w serialu dramatycznym            | Alfre Woodard                           | Nominacja | [ 101 ] |
| 2019 | NAACP Image Awards     | Najlepszy sountrack lub album koncepcyjny           | Adrian Younge, Ali Shaheed Muhammad     | Nominacja | [ 101 ] |
| 2019 | Golden Reel Awards     | Najlepszy montaż dźwięku w odcinku serialu          | Michael Brake (za odcinek „Ten lepszy”) | Nominacja | [ 102 ] |